# Wetzles (Gemeinde Weitra)
Wetzles ist eine Ortschaft und eine Katastralgemeinde der Stadtgemeinde Weitra im Bezirk Gmünd in Niederösterreich mit 89 Einwohnern (Stand 1. Jänner 2025).

## Geografie
Das am Buschenbach gelegene, langgestreckte und locker angelegte Dorf wird von der Landesstraße L8285 erschlossen. Zur Ortschaft zählen weiters die Streusiedlung Weidenhöfen sowie die Lage Karnishof. Am 1. April 2020 umfasste die Ortschaft 35 Adressen.

## Geschichte
Im Jahr 1822 wurde der Ort als Dorf mit 34 Häusern genannt, das nach Weitra eingepfarrt war und  die Kinder zur Einschulung nach Großwolfgers kamen. Die Herrschaft Weitra besaß die Ortsobrigkeit, übte die Landgerichtsbarkeit aus und besorgte die Konskription. Die Untertanen und Grundholde des Ortes gehörten den Herrschaften Weitra, Engelstein und Zwettl sowie der Pfarre Waidhofen.
Laut Adressbuch von Österreich waren im Jahr 1938 in der Ortsgemeinde Wetzles ein Schmied, ein Schuster und einige Landwirte ansässig.

## Siedlungsentwicklung
Zum Jahreswechsel 1979/1980 befanden sich in der Katastralgemeinde Wetzles insgesamt 51 Bauflächen mit 24.346 m² und 23 Gärten auf 7.257 m², 1989/1990 waren es 51 Bauflächen. 1999/2000 war die Zahl der Bauflächen auf 138 angewachsen und 2009/2010 waren es 87 Gebäude auf 147 Bauflächen.

## Landwirtschaft
Die Katastralgemeinde ist landwirtschaftlich geprägt. 370 Hektar wurden zum Jahreswechsel 1979/1980 landwirtschaftlich genutzt und 214 Hektar waren forstwirtschaftlich geführte Waldflächen. 1999/2000 wurde auf 330 Hektar Landwirtschaft betrieben und 251 Hektar waren als forstwirtschaftlich genutzte Flächen ausgewiesen. Ende 2018 waren 323 Hektar als landwirtschaftliche Flächen genutzt und Forstwirtschaft wurde auf 252 Hektar betrieben. Die durchschnittliche Bodenklimazahl von Wetzles beträgt 21,4 (Stand 2010).